# Linothele bicolor
Linothele bicolor är en spindelart som först beskrevs av Simon 1889.  Linothele bicolor ingår i släktet Linothele och familjen Dipluridae. Inga underarter finns listade i Catalogue of Life.